# Jean Mabillon
Jean Mabillon, cunoscut mai bine sub numele de Dom Mabillon, (n. 23 noiembrie 1632, Saint-Pierremont, Champagne-Ardenne, Franța – d. 27 decembrie 1707, Paris, Regatul Franței) a fost un călugăr și istoric francez.
Călugăr benedictin al congregației reformate Saint-Maur, acest intelectual a jucat un rol determinant în transmiterea cunoștințelor în secolul al XVII-lea. A introdus pentru prima dată un "discurs al metodei" privind analiza documentelor, care ulterior a devenit o referință pentru istorici și specialiștii în documente istorice. Este cunoscut ca fondator al diplomaticei, această știință nouă care definește regulile pentru stabilirea datei, originii, naturii, autenticității și versiunilor succesive ale unui document scris. De asemenea, publicarea lucrării sale De Re Diplomatica a fost considerată ulterior de către istoricul Marc Bloch ca fiind "o dată mare în adevăr în istoria spiritului uman".
Le său spirit critic și riguros se regăsește și în edițiile sale ale operelor Părinților Bisericii și ale marilor teologi. Lucrările lui Jean Mabillon în acest domeniu au dat un nou impuls studiului primelor texte creștine și al patristicii. În fine, acest călător și corespondent a menținut o rețea de contacte în Republica Literară europeană, în special în Flandra, în Burgundia, în Lorena, în Champagne, în Elveția, în Germania și în Italia.
Cadrul vieții sale este marcat de un caracter ce îmbină atât serenitatea, cât și tenacitatea în analiză și argumentare, precum și de capacitatea sa de a asocia vocația sa intelectuală și științifică cu vocația sa religioasă.

## Biografie

### Tinerete și școală

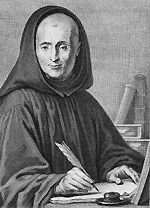
Jean Mabillon, gravură de Alexis Loir, BnF.

#### Familie
Născut în 1632, el este al cincilea copil al lui Estienne Mabillon, un țăran care a murit la 24 mai 1692, în vârstă de 104 ani, și al soției sale, Jeanne Guérin. Satul Saint-Pierremont, unde s-a născut, este situat la marginea zonei Ardenne, pe o mică înălțime. Se află la câțiva kilometri de pădurea Belval și de abația cu același nume, traversată de un pârâu care se varsă în Bar. Această familie de țărani locuia într-o casă modestă, la câțiva pași de biserică.

#### Studii
Jean Mabillon a demonstrat clar, în școala satului, capacități intelectuale care justifică continuarea studiilor în alte locuri. Aceste școli de sat nu aveau alte ambiții decât să învețe să citească, să scrie și să numere în mod sumar.
Lavârsta de nouă ani, este trimis la unchiul său, Jean Mabillon, care era atunci preot paroh în Neuville-Day, care îi predă corect "rudimentele" și îi asigură resursele necesare pentru a-și continua studiile · . Datorită acestuia, intră în 1644 la colegiul Bons Enfants din Reims, un colegiu și o universitate · . Este găzduit jumătate ca elev, jumătate ca servitor, în casa unui canonic de catedrală și stareț elogios care îi supraveghează progresele cu interes. În 1650, acest canonic îl face să intre în seminarul diocezan, unde rămâne trei ani.

### Cariera bisericeasca
Dar în 1653, părăsește seminarul pentru a se alătura congregației Saint-Maur, la abația Saint-Remi din Reims. Această evoluție în vocația sa religioasă este explicată, potrivit unor autori, de dezamăgirea sa față de conduita și parcursul unchiului său, preot secular alături de care a trăit în Ardennes înainte ca acesta să fie numit la Condé-sur-Marne · , și, potrivit altora, de exemplul călugărilor abației Saint-Remi, și în special al novicilor pe care îi admira pentru fervoarea lor. La 29 august al acestui an 1653, este admis printre cei care aspiră să intre în mănăstire. La 5 septembrie, îmbracă haina benedictină în cadrul congregației Saint-Maur. Nu are nici douăzeci și unu de ani când face promisiunea de obediență, stabilitate și schimbare a moravurilor.

#### O viață de benedictin
Din 1656, este trimis succesiv la abația Nogent-sous-Coucy, apoi la abația Saint-Pierre de Corbie. Chiar dacă i se atribuie sarcini mai lumești, se dedică și studiului „Antichităților”, adică a documentelor vechi. Începe treptat să dezvolte regulile unei metode critice pentru utilizarea documentelor, interesându-se de abordarea istorică a unuia dintre predecesorii săi iluștri de la abația Nogent-sous-Coucy, Guibert de Nogent.
După o perioadă petrecută ca trezorier la abația Saint-Denis, în 1663 și 1664, fiind repede remarcat de membrii ordinului său datorită capacităților sale, este trimis, la vârsta de treizeci și unu de ani, la Saint-Germain-des-Prés, în iulie 1664.

#### O lucrare savantă
La se alătură unui cerc de erudiți format în jurul bibliotecarului abației, Luc d'Achery, căruia este chemat să-i succeadă. Începe să-l ajute pe acesta în colectarea de documente în vederea redactării Actelor Ordinului Sfântului Benedict (Acta Ordinis Sancti Benedicti): contribuția sa se dovedește atât de determinantă în opera rezultată din acest proiect, primul volum apărând în 1703, încât în cele din urmă i se atribuie. De asemenea, preia lucrările, pe care le finalizează, la o ediție a Operelor Sfântului Bernard, începută de Dom Claude Chantelou. Curând, i se alătură asociați, care devin prieteni, printre care Claude Estiennot de la Serrée, Michel Germain și Thierry Ruinart. Acesta din urmă este originar, ca și el, din provincia Champagne.
Cunoașterea pe care o demonstrează în lucrările sale și fiabilitatea interpretării surselor documentare sunt observate rapid de contemporanii săi, care acordă tot mai multă atenție și credit scriselor sale. Fiecare dintre publicațiile sale este autorizată sau chiar încurajată de ierarhia sa în cadrul congregației Saint-Maur, devenind astfel una dintre vocile acesteia. El intervine în astfel de controverse, în special în identificarea autorului cărții Imitațiunea lui Cristos, precum și în utilizarea azimei pentru Euharistie. În legătură cu acest ultim subiect, el răspunde inițial unei publicații a lui Jacques Sirmond, dar își dă seama că acest scris contrazice și un tratat recent al cardinalului Bona, pe care îl cunoaște bine și cu care este în contact foarte regulat. El își cere scuze față de acesta, într-un mod foarte politicos, pentru intrarea în dispută publică, dar își menține ferm analiza într-un tratat definitiv.

#### Fondatorul diplomaticei

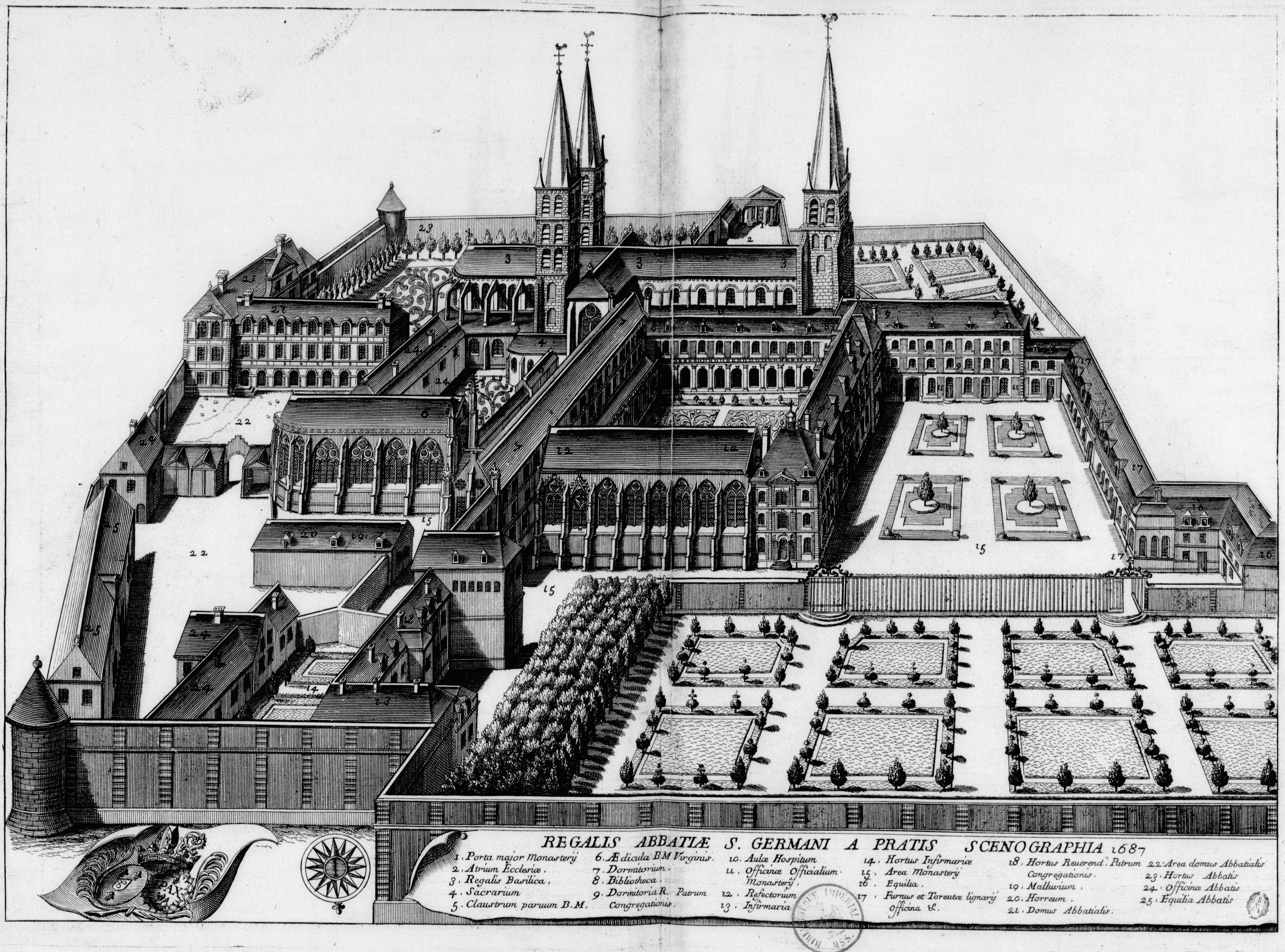
Abația Saint-Germain-des-Prés în 1687.

În 1681, el publică tratatul „De re diplomatica”, pe care îl redactează la cererea superiorilor săi ca răspuns la punerea sub semnul întrebării a autenticității unor acte ale abației Saint-Denis de către un iezuit, bollandistul Daniel van Papenbroeck. Aici el propune instrumente pentru autentificarea și datarea unui document. Repercusiunile acestei lucrări îl fac pe Jean Mabillon, la vârsta de patruzeci și nouă de ani, să apară ca fondator al unei noi științe, „Diplomatica”, analiza critică a documentelor și a actelor, ale cărei merite sunt unanim recunoscute.
La prefața lucrării, scrisă de Jean Mabillon, este semnificativă pentru sârguința și moderația pe care și le impune: „Două lucruri ne-au determinat să scriem această carte: pe de o parte utilitatea acestei științe noi, iar pe de altă parte necesitatea unei apărări [...] În respingerea obiecțiilor pe care ni le-au făcut adversarii iritați, ne-am străduit să nu mergem prea departe în replica și să spunem întreaga adevărului [...] Să-și aducă aminte că, dacă este mai dificil să aperi decât să acuzi, cu atât mai ușor este să cauzezi răni decât să le vindeci.” Daniel van Papenbroeck, îi răspunde, într-o scrisoare care îi face cinste autorului: „Recunosc că am mai multă satisfacție să fi scris despre acest subiect decât aceea de a vă fi oferit ocazia de a compune o lucrare atât de completă.”
Devenit protejatul lui Colbert, originar din Champagne ca și el, Mabillon efectuează pentru acesta două călătorii - în Burgundia (1682), apoi în Elveția și Germania (1683) - pentru a colecta și autentifica documente referitoare la istoria coroanei, apoi la cea a Bisericii în Franța. „Scopul misiunii era de a copia în mănăstirile germane documentele relevante pentru politica Franței și de a face un inventar al documentelor referitoare la monarhie, găsite în bibliotecile din afara Rinului”. Arhiepiscopul din Reims, Charles-Maurice Le Tellier, devine, de asemenea, un mare admirator al lui Mabillon și face în așa fel încât, în 1685, regele îi încredințează acestuia sarcina de a vizita cele mai importante biblioteci din Italia pentru a achiziționa cărți și manuscrise pentru Biblioteca Regală. El îndeplinește această misiune cu ajutorul și compania prietenului său și fostului său colaborator Dom Claude Estiennot de la Serrée, devenit procuror al Congregației Saint-Maur lângă Sfântul Scaun, cu care a continuat să întrețină o corespondență bogată și asiduă. În timpul acestei șederi, gazdele italiene nu îi percep altfel pe călugării benedictini comandați de Mabillon decât ca pe un „corp expediționar al erudiției franceze”.

#### Despre controversa Rancé-Mabillon

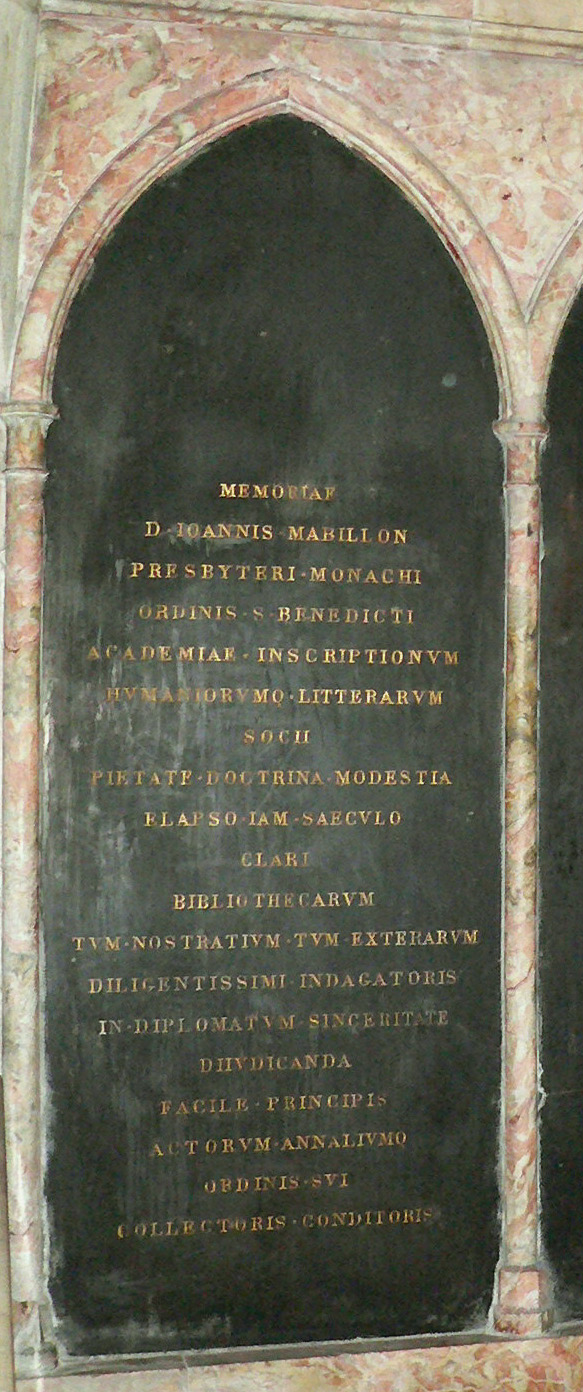
Placă funerară a lui Jean Mabillon, Biserica Saint-Germain-des-Prés.

Munca sa fără concesii pentru dezvoltarea criticii istorice, cunoașterea tradiției monastice și audiența sa îl desemnează natural atunci când este vorba pentru Congregația Saint-Maur să reacționeze la controversa deschisă de abatele La Trappe, Rancé, în trei lucrări succesive, cu privire la locul pe care trebuie să-l ocupe studiile în raport cu munca manuală în viața monastică. Rancé revalorifică tăcerea și munca manuală, dacă este posibil, dificilă, și neagă utilitatea studiilor științifice într-o mănăstire. Mabillon îi răspunde acestuia printr-un Tratat al studiilor monastice (1691). Acest tratat este bine primit de o parte a erudiților, savanților și oamenilor de știință, religioși sau nu. Pierre-Daniel Huet îi scrie astfel: „Sunt încântat că ați îndrăznit să-i dezabuzați pe cei cărora li s-a vrut să li se convingă, în ultimii ani, că ignoranța este o calitate necesară unui bun călugăr.”
Dar tezele lui Rancé păstrează un anumit succes printre o altă parte a comunității religioase, precum și printre nobilime și la curte. Abatele de La Trappe scrie o replică la tratat, ceea ce determină publicarea de către Jean Mabillon a Reflecțiilor asupra Răspunsului domnului abate de La Trappe la tratatul Studiilor Monastice, în care își păstrează atitudinea non-polemica. În final, Jean Mabillon primește sprijinul regelui, care declară despre el că îl consideră „cel mai știutor și cel mai umil călugăr din regatul său”, lucru care îl determină pe Rancé să încheie schimbul de replici, mai ales că contradictorul său îi face o vizită, cu cordialitatea necesară.

#### Protestele lui Mabillon
În 1694, fiind adus să se intereseze de soarta unui călugăr condamnat la închisoare, el scrie un memorandum despre condițiile de detenție în închisorile rezervate în acest scop, intitulat Reflecții despre închisorile ordinelor religioase, pledând pentru un tratament mai uman. Lucrarea rămâne în comunitatea abației Saint-Germain, fără ca ierarhia să îndrăznească să o facă cunoscută sau să o distrugă. Thierry Ruinart nu o menționează. Este publicată abia mult mai târziu, în Opere postume. În 1698, Jean Mabillon protestează în zadar printr-o scrisoare intitulată Despre Cultul sfinților necunoscuți, sub pseudonimul „Eusebius Romanus”, împotriva venerării relicvelor sfinților anonimi din catacombele din Roma și împotriva caracterului dubios al canonizărilor făcute asupra corpurilor extrase astfel, ceea ce îl face să fie chemat pentru a-și da explicațiile și să fie nevoit să publice, sub aparența de supunere, o apărare a Sfintei Lacrimi de la Vendôme · .

#### Academician
În cele din urmă, în ciuda atacurilor la care este supus, reputația lui Mabillon rămâne intactă și, în 1701, este numit membru al Academiei Regale de Inscripții și Medalii de către rege. În 1703, publică primul volum dedicat istoriei ordinului său, Annales de l'Ordre de Saint-Benoît, care îi aduce laude din partea lui Bossuet. Celelalte volume urmează, iar cel de-al cincilea va fi publicat după moartea sa. Ultimele controverse îl determină, de asemenea, să aducă clarificări și suplimente la lucrarea sa principală, De re diplomatica. De asemenea, se dedică unei lucrări despre Moartea creștină.
El a murit în 1707 la Saint-Germain-des-Prés. Cenușa lui Mabillon, împreună cu cea a lui Descartes, a fost depusă într-un mormânt sigilat într-un zid al bisericii Saint-Germain-des-Prés. În apropiere, o stradă din Paris îi poartă numele (și de asemenea, căminul studențesc universitar situat acolo), în semn de omagiu. O stație de metrou pariziană, situată în apropiere de o stradă cu același nume, a fost numită în onoarea sa în 1925, iar o stradă din Reims poartă de asemenea numele său. Centrul de cercetare în științele istorice de la École nationale des chartes îi poartă, de asemenea, numele.

## Contribuțiile lui Mabillon la știința istorică

### O metodă de analiză a documentelor și scrierilor
Lucrările și cercetările istorice ale călugărilor de la abația Saint-Germain-des-Prés sunt inseparabile de apartenența lor la congregația Saint-Maur. Din timpul Conciliului de la Trento, benedictinii se străduiesc să respecte mai strict regulile lor. Pentru a realiza această reformă, în 1621, se simte nevoia să se înființeze o nouă congregație specifică Regatului Franței, care își ia numele după primul discipol al lui Sfântul Benedict. Dezvoltarea mauriștilor este atât de mare încât în 1707, mai puțin de un secol mai târziu, aceștia numără aproximativ 2.200 de călugări, cu o puternică prezență în provincii eclesiastice importante precum Reims și Paris.
Acestă întoarcere către puritatea inițială a regulii, dorit de această congregație, are o dimensiune istorică: reconstituirea istoriei ordinului religios și a vieții sfinților săi, cunoașterea mai bună a autorilor monastici, etc. Sincer atașat ordinului său, atras de lucrările istorice, Mabillon are și aptitudinile necesare pentru astfel de cercetări. Din acest motiv, în 1664, el este trimis la Saint-Germain-des-Prés ca adjunct al bibliotecarului acelei abații, dom Luc d’Achery. Începând de atunci, el pleda pentru căutarea adevărului istoric în domeniul studiilor religioase.
Opera cea mai cunoscută a lui Mabillon, De re diplomatica, publicată în 1681, reprezintă o etapă majoră în elaborarea unei metode de analiză istorică a documentelor care pot sau nu să servească drept referință. În această lucrare, Mabillon stabilește regulile care permit stabilirea datei, provenienței, naturii și autenticității unui document scris, fie el o hartă oficială sau alt tip de document; el analizează stilul acestuia; propune identificarea transcrierilor succesive, identificarea instituțiilor care le creează și le difuzează, interesul pentru suportul scris, hârtie, pergament sau papirus, dar și pentru scriere în sine, semnătură și sigiliu care închide suportul. Aspectele metodologice pe care le-a creat ulterior s-au dovedit a fi transpozabile în orice investigație istorică sau științifică care se bazează pe surse scrise.
Această metodă este predată la École nationale des chartes încă de la înființare, cu dorința de a insufla elevilor reflexe critice față de orice afirmație. Două secole mai târziu, judecata lui Marc Bloch asupra acestei contribuții metodologice este fără echivoc: „În acel an - 1681, anul publicării De Re Diplomatica, o dată cu adevărat importantă în istoria spiritului uman - critica documentelor de arhivă a fost definitiv înființată. A fost, de altfel, în istoria metodei critice, momentul decisiv.”
Lucrarea lui Mabillon, De re diplomatica, stabilește de asemenea o abordare riguroasă a paleografiei, o altă știință auxiliară a istoriei. În locul categoriilor de scrieri relativ arbitrar existente anterior, călugărul substituie grupări cronologice și geografice, întemeiate pe date istorice fiabile. Succesorii săi în această materie printre mauriști, René Prosper Tassin și Charles-François Toustain, scriu câteva decenii mai târziu: „Sistemul său este adevărat, iar cine va încerca să-și croiască drumuri diferite de cele pe care ni le-a trasat nu poate să nu se rătăcească; cine va încerca să construiască pe alte fundamente va construi pe nisip”.
Cu toate acestea, în ciuda rigurozității și a preocupării sale pentru adevăr, Jean Mabillon a comis erori. Acest lucru este evident în cazul controversei privind autorul lucrării Imitațiunea lui Cristos, o întrebare care rămâne deschisă la începutul secolului XXI. Ipoteza considerată astăzi cea mai probabilă atribuie lucrarea unui călugăr german, Thomas a Kempis, spre deosebire de poziția susținută de Jean Mabillon pe baza unui manuscris care părea anterior lui Thomas a Kempis · , dar al cărui dată era dificil de verificat.
Un alt aspect în care expertiza sa a fost criticată se referă la participarea sa la analiza genealogiei casei de Auvergne, un subiect și mai delicat deoarece implică pe Emmanuel Théodose de La Tour d'Auvergne, cardinal de Bouillon, care era în conflict cu regele Ludovic al XIV-lea, conferind acestei afaceri de filiație o dimensiune politică.

### Un nou impuls adus studiului Părinților Bisericii
Jean Mabillon a fost chemat la abația Saint-Germain-des-Prés de către bibliotecarul Luc d'Achery pentru a-l ajuta în studiul vieții și operei Părinților Bisericii și a sfinților, precum și în istoria ordinului Benedictinilor. El își dedică o mare parte din viață acestor teme și reînvie o nouă dinamică în aceste studii istorice, în timp ce se încadrează într-un efort mai larg de cercetare.
„ Si l'on recueille alors avec plus de curiosité et d'exactitude que jamais les délibérations et les décrets des conciles, les lettres et les bulles de papes, les écrits des Pères, les rituels et missels primitifs, les rares manuscrits des anciennes hérésies, c'est que l'Antiquité est devenue une raison pour la croyance et que la foi des chrétiens de ce temps a besoin de se sentir soutenue par la foi des aïeux. Allazi, Schelstrate, Luc d'Achery, Cotelier, Emerie Bigot, Thomassin, Tillemont, Mabillon, Baluze, Valois, Ellies du Pin, Bochart, Blondel, Limborch, Beveridge, William Cave, Dodwell, Allix, furent les auxiliaires, les pourvoyeurs des théologiens militants [...] La théologie, au milieu du xviie siècle, a rendu service à l'histoire en la suscitant à travailler pour elle. ”— Alfred Rébelliau 
Primele sale lucrări sunt dedicate editării operelor lui Bernard de Clairvaux, o lucrare începută de un alt călugăr benedictin, Dom Chapelou, care a decedat în noiembrie 1664. Recepția favorabilă a acestei lucrări, în 1667, îl încurajează. Publicația este adusă la cunoștința papei Alexandru al VII-lea.

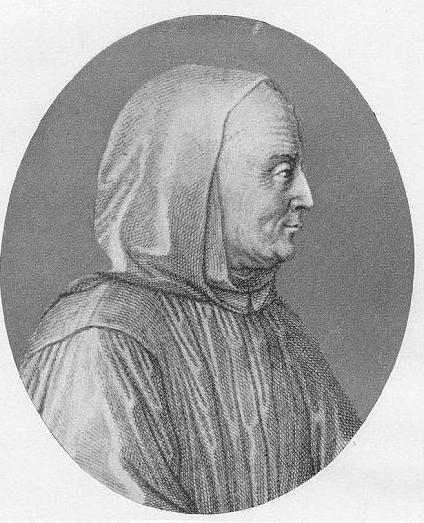
Jean Mabillon, gravură de Charles Simonneau.

Mabillon a fost apoi rugat să se dedice Editării Actelor sfinților ordinului. Acesta se implică în această lucrare timp de trei decenii, iar rezultatul este publicat de-a lungul anilor în nouă volume, fiecare volum corespunzând unui secol începând cu fondarea ordinului în secolul al VI-lea. Aceste publicații au stârnit mult interes. Dar o polemică, marcată de o serie de pamflete și răspunsuri, a fost declanșată încă de la prima publicație, în 1668, de către alți doi călugări benedictini, Dom Philippe Bastide și Dom Antoine-Joseph Mège. Aceasta a durat aproximativ zece ani și a câștigat amploare până la volumul corespunzător secolului al IV-lea benedictin. Cei doi călugări contestă punerea sub semnul întrebării a câtorva afirmații tradiționale asociate cu istoria ordinului și a câtorva sfinți care, după verificarea de către Jean Mabillon a surselor disponibile, nu sunt, în opinia sa, benedictini. Ei atacă și motivele invocate pentru a explica slăbiciunea ordinului, subiect delicat care a dus la necesitatea unor reforme. Acești călugări zeloși nu cer mai puțin decât retragerea lui Mabillon, impunerea interdicției de a scrie și interzicerea tipăririi lucrărilor deja difuzate. Pentru a pune capăt controversei, superiorii congregației îi transmit lui Mabillon ultimul document al adversarilor săi, cerându-i un ultim răspuns (Răspuns la observațiile pe care R.P. Bastide le-a făcut asupra prefeței celui de-al patrulea secol benedictin), și supun întregul caz unor călugări de seamă din cadrul congregației. În aprilie 1678, aceștia se pronunță în unanimitate în favoarea lui Mabillon, alegând astfel sinceritatea istorică. Nu mai tradiția este garanția autenticității, ci autenticitatea surselor care devine autoritate.
Printre apărările scrise în timpul acestei controverse, lucrarea lui Mabillon intitulată „Brèves réflexions sur quelques Règles de l'histoire”, rămasă în stadiul de manuscris, nu este niciodată publicată în timpul vieții sale. Autorul, ieșind din misiunea care i-a fost încredințată de către congregația sa, intră în domeniul epistemologiei istoriei.
Alte publicații istorice ale lui Jean Mabillon sunt mai conforme cu rolul său atribuit, cum ar fi Analectele vechi, publicate în patru volume între 1675 și 1685, lucrarea despre liturghia franceză din 1685 și prefața operelor Sfântului Augustin din 1701. În această ultimă prefață, el se străduiește să disculpe congregația Saint-Maur de suspiciunile de jansenism distilate, se pare, de către iezuiți. Apoi, în ultimii ani înainte de moartea sa, documentația acumulată este folosită pentru a scrie Analele Ordinului Sfântului Benedict.

### Cetățean al Republicii Literare europeene

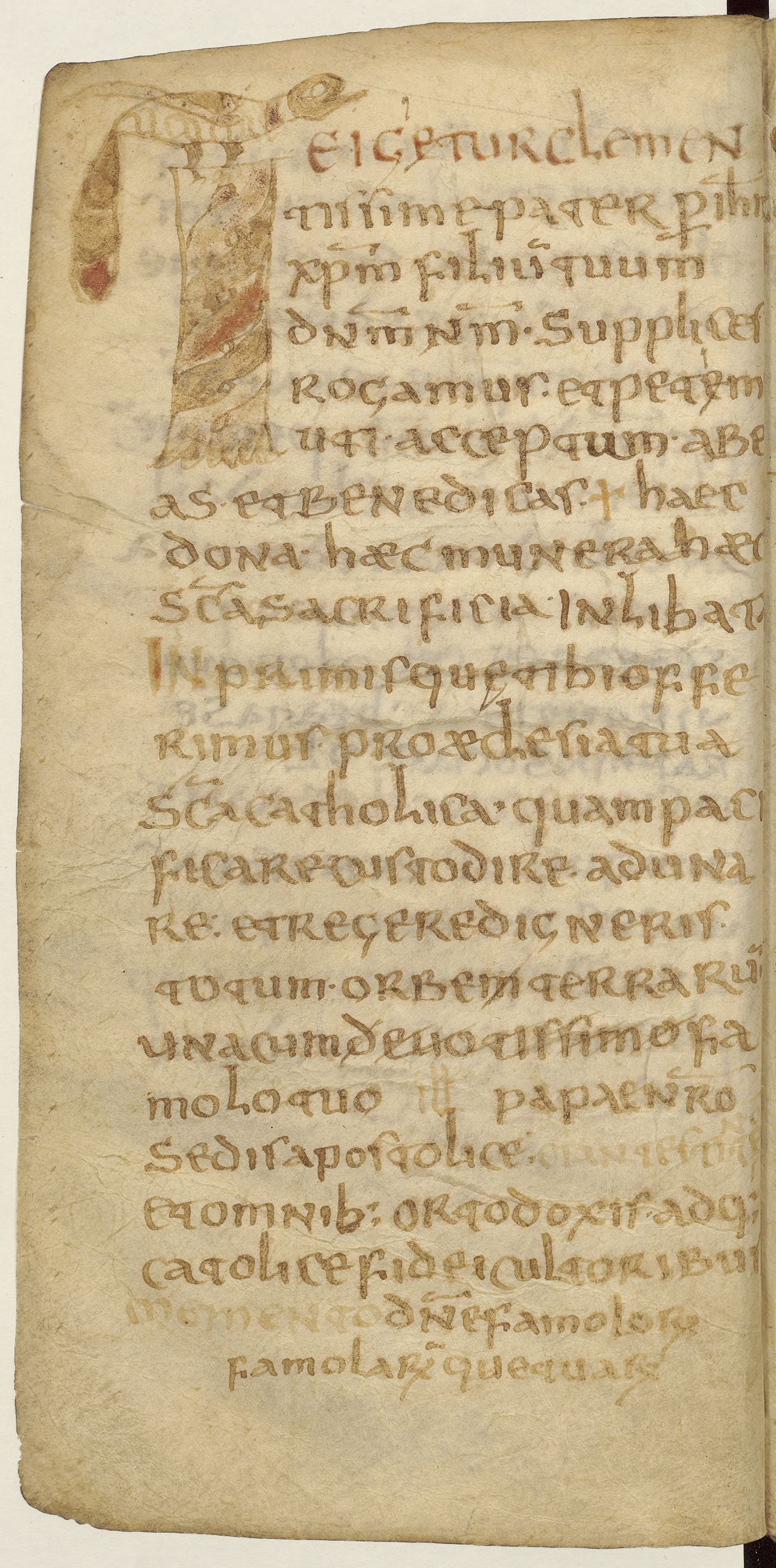
Pagină din Cartea liturgică din Bobbio: acest manuscris merovingian a fost adus înapoi în Franța de către Mabillon de la mănăstirea italiană unde a stat în perioada 4-9 iunie 1686.

„Respublica literaria” (termenul apare pentru prima dată în 1417 în corespondența umanistului florentin Poggio Bracciolini) este acea comunitate care a apărut în perioada Renașterii, adunând virtual savanți și intelectuali italieni, francezi, flamanzi, englezi, germani, depășind granițele, diferențele religioase, apartenențele sociale și profesionale. Acești erudiți schimbă informații prin corespondență și întâlniri. Scopul acestor schimburi este de a transmite cunoștințe și de a aduna lucrările esențiale în bibliotecile europene.
Jean Mabillon călătorește frecvent pentru a avea acces la documente vechi, diplome și cărți și pentru a întâlni corespondenți. Împreună cu Luc de Achery, ei au încurajat de mai multe ori corespondenții abației Saint-Germain-des-Prés din diferite țări europene să le trimită copii ale documentelor, să le împărtășească cercetările și să le ofere cunoștințe despre cărțile pe care le pregăteau.
În 1672, ales special de către congregația Saint-Maur, pleacă pe jos spre Flandra, destinație pe care o reia în 1679. Apoi se îndreaptă spre Lorena în 1680, pentru a consulta niște arhive necesare pentru lucrarea sa De re diplomatica. În 1682, ajunge în Burgundia, într-o călătorie comandată de ministru Jean-Baptiste Colbert, pentru a găsi documente relevante pentru casa regală. Acolo își dedică cinci zile la Abația Cluny, iar raportul acestei vizite arată că, deși nu uită comanda ministrului, este interesat și de instituția religioasă și de funcționarea acesteia. În 1683, călătorește în Elveția și Germania, tot într-o călătorie comandată de Colbert. Apoi, în 1685 și 1686, călătorește în Italia, la propunerea arhiepiscopului de Reims, Charles-Maurice Le Tellier, pentru a completa biblioteca regelui. Această călătorie, care durează mai mult de un an, îl duce în special la Milano, Veneția, Roma, Napoli, Monte Cassino, Florența, Genova, etc., vizitând arhivele și bibliotecile pentru cercetările sale despre istoria religioasă și politică. El evaluează sursele existente și cumpără aproximativ 4.912 cărți pentru biblioteca regală. Ultimele sale călătorii îl duc din nou în Lorena în 1696, în Alsacia, în Touraine și Anjou în 1698, în Champagne în 1699, apoi în Normandia în 1700, aceste călătorii fiind finanțate de Ordinul Benedictinilor. De fiecare dată când traseul îi permite și trece aproape de granițele Champagnei, el apare și în satul său natal, Saint-Pierremont, în Ardennes. Acest lucru se întâmplă și în ultima călătorie, în 1703, care îl poartă spre Reims.
Mabillon își multiplică și schimburile epistolare. Scrie pentru a-și organiza călătoriile, scrie pentru a continua dialogul după călătorii, scrie pentru a cunoaște și a face cunoscute publicațiile recente, scrie pentru a menține contactul prietenos, de exemplu, cu reprezentanții congregației de la Roma, care sunt adesea foști călugări de la abația Saint-Germain-des-Prés. Această corespondență, parțial reconstituită, cuprinde mai multe mii de scrisori. De asemenea, el distribuie documente către corespondenții săi, iar un anume Pierre-François Chifflet, de exemplu, din Dijon, este foarte fericit să fie în contact cu un Luc d'Achery sau un Jean Mabillon: abația Saint-Germain devine, de fapt, un centru de diseminare și un punct focal pentru cercetătorii din provincie.
Pentru a reda în întregime activitatea lui Jean Mabillon și a diferitelor cercuri care i-au permis să-și împărtășească cunoștințele și ideile, este important să menționăm atât conferințele de la abație, cât și întâlnirile mai private și aproape săptămânale, care au avut loc timp de aproape un sfert de secol, alături de istorici precum Jean-Baptiste Cotelier și Charles du Fresne, cunoscut sub numele de du Cange. Aceste întâlniri erau cruciale pentru diseminarea ideilor, discutarea descoperirilor și avansarea cunoștințelor istorice și documentare. Ele au jucat un rol semnificativ în dezvoltarea metodologiei istorice și diplomatice a vremii.